# Псалом 44
Псалом 44 (у масоретській нумерації — 45) — 44-й псалом Книги псалмів. Латиною псалом відомий своїм інципітом «Eructavit cor meum». Псалом був написаний синами Кораха на шошанімі — музичному інструменті або «відповідно до» мелодії, на якій псалом повинен бути співаний. Псалом перекладається як епіталама, або весільна пісня, написана цареві в день його одруження з іноземною жінкою і є одним із царських псалмів.   
Псалом є регулярною частиною єврейських, католицьких, англіканських та протестантських літургій. 

## Структура псалому
- Вірш 1–2: вступне слово співака
- Вірші 3–10: опис царя у всіх його якостях, силі та багатстві
- Вірші 11–13: звернення нареченої короля
- Вірші 14–16: опис нареченої та входу нареченої
- Вірші 17–18: завершення обітницею королю та його нащадкам.

## Текст
| Вірш | Гебрейська мова                                             | Давньогрецька мова (Септуаґінта) | Латинська мова (Вульгата) | Українська мова (Переклад Хоменка)                                                                                 |
| ---- | ----------------------------------------------------------- | --- | --- | --- |
| 1    | לַֽמְנַצֵּ֣חַ עַל־שֽׁ֖שַֹׁנִּים לִבְנֵי־קֹ֑רַח מַ֜שְׂכִּ֗יל שִׁ֣יר יְדִידֹֽת                     | Εἰς τὸ τέλος, ὑπὲρ τῶν ἀλλοιωθησομένων· τοῖς υἱοῖς Κορε εἰς σύνεσιν· ᾠδὴ ὑπὲρ τοῦ ἀγαπητοῦ.                                           | In finem, pro iis qui commutabuntur. Filiis Core, ad intellectum. Canticum pro dilecto.                                                                        | Провідникові хору. На мелодію «Лілея». Синів Кораха. Маскіл. Пісня любови.                                         |
| 2    | רָ֘חַ֚שׁ לִבִּ֨י \| דָּ֘בָ֚ר ט֗וֹב אֹמֵ֣ר אָ֖נִי מַֽעֲשַׂ֣י לְמֶ֑לֶךְ לְ֜שׁוֹנִ֗י עֵ֚ט \| סוֹפֵ֬ר מָהִֽיר  | ᾿Εξηρεύξατο ἡ καρδία μου λόγον ἀγαθόν, λέγω ἐγὼ τὰ ἔργα μου τῷ βασιλεῖ, ἡ γλῶσσά μου κάλαμος γραμματέως ὀξυγράφου.                    | [Eructavit cor meum verbum bonum: dico ego opera mea regi. Lingua mea calamus scribæ velociter scribentis.                                                     | Із мого серця гарне слово ллється; я мовлю: Цареві моя пісня! Язик мій — тростинка скорописця.                     |
| 3    | יָפְיָפִ֡יתָ מִבְּנֵ֣י אָדָ֗ם ה֣וּצַק חֵ֖ן בְּשִׂפְתוֹתֶ֑יךָ עַל־כֵּ֚ן בֵּֽרַכְךָ֖ אֱלֹהִ֣ים לְעוֹלָֽם     | ὡραῖος κάλλει παρὰ τοὺς υἱοὺς τῶν ἀνθρώπων, ἐξεχύθη χάρις ἐν χείλεσίν σου· διὰ τοῦτο εὐλόγησέν σε ὁ θεὸς εἰς τὸν αἰῶνα.               | Speciosus forma præ filiis hominum, diffusa est gratia in labiis tuis: propterea benedixit te Deus in æternum.                                                 | Найкращий ти на вроду між людськими синами, краса розлита на устах у тебе; тому то Бог благословив тебе повіки.    |
| 4    | חֲגֽוֹר־חַרְבְּךָ֣ עַל־יָרֵ֣ךְ גִּבּ֑וֹר הֽ֜וֹדְךָ֗ וַֽהֲדָרֶֽךָ                            | περίζωσαι τὴν ῥομφαίαν σου ἐπὶ τὸν μηρόν σου, δυνατέ, τῇ ὡραιότητί σου καὶ τῷ κάλλει σου                                              | Accingere gladio tuo super femur tuum, potentissime. | Опережи твій стан мечем, витязю, твоєю славою і красою!                                                            |
| 5    | וַֽהֲדָֽ֬רְךָ \| צְלַ֬ח רְכַ֗ב עַל־דְּבַר־אֱ֖מֶת וְעַנְוָה־צֶּ֑דֶק וְתֽוֹרְךָ֖ נֽוֹרָא֣וֹת יְמִינֶֽךָ    | καὶ ἔντεινον καὶ κατευοδοῦ καὶ βασίλευε ἕνεκεν ἀληθείας καὶ πραΰτητος καὶ δικαιοσύνης, καὶ ὁδηγήσει σε θαυμαστῶς ἡ δεξιά σου.         | Specie tua et pulchritudine tua intende, prospere procede, et regna, propter veritatem, et mansuetudinem, et justitiam; et deducet te mirabiliter dextera tua. | Щасливо їдь верхи за вірність і за правду, і хай навчить тебе преславних діл твоя десниця.                         |
| 6    | חִצֶּ֗יךָ שְׁנ֫וּנִ֥ים עַ֖מִּים תַּחְתֶּ֣יךָ יִפְּל֑וּ בְּ֜לֵ֗ב אֽוֹיְבֵ֥י הַמֶּֽלֶךְ                  | τὰ βέλη σου ἠκονημένα, δυνατέ, —λαοὶ ὑποκάτω σου πεσοῦνται— ἐν καρδίᾳ τῶν ἐχθρῶν τοῦ βασιλέως.                                        | Sagittæ tuæ acutæ: populi sub te cadent, in corda inimicorum regis.                                                                                            | Стріли твої гострі, народи коряться тобі, і царських ворогів серце вмліває.                                        |
| 7    | כִּסְאֲךָ֣ אֱ֖לֹהִים עוֹלָ֣ם וָעֶ֑ד שֵׁ֥בֶט מִ֜ישֹׁ֗ר שֵׁ֣בֶט מַלְכוּתֶֽךָ                     | ὁ θρόνος σου, ὁ θεός, εἰς τὸν αἰῶνα τοῦ αἰῶνος, ῥάβδος εὐθύτητος ἡ ῥάβδος τῆς βασιλείας σου.                                          | Sedes tua, Deus, in sæculum sæculi; virga directionis virga regni tui.                                                                                         | Престол твій, Боже, по віки вічні; берло правоти — берло царства твого.                                            |
| 8    | אָהַ֣בְתָּ צֶּדֶק֘ וַתִּשְׂנָא־רֶ֗שַׁע עַל־כֵּ֚ן \| מְשָֽׁחֲךָ֡ אֱלֹהִ֣ים אֱ֖לֹהֶיךָ שֶׁ֥מֶן שָׂשׂ֗וֹן מֵֽחֲבֵרֶֽךָ | ἠγάπησας δικαιοσύνην καὶ ἐμίσησας ἀνομίαν· διὰ τοῦτο ἔχρισέν σε ὁ θεὸς ὁ θεός σου ἔλαιον ἀγαλλιάσεως παρὰ τοὺς μετόχους σου.          | Dilexisti justitiam, et odisti iniquitatem; propterea unxit te Deus, Deus tuus, oleo lætitiæ, præ consortibus tuis.                                            | Ти любиш справедливість і ненавидиш беззаконня: тому помазав тебе Бог, Бог твій, миром радости над друзями твоїми. |
| 9    | מֹ֤ר וַֽאֲהָל֣וֹת קְ֖צִיעוֹת כָּל־בִּגְדֹתֶ֑יךָ מִן־הֵ֥יכְלֵי שֵׁ֜֗ן מִנִּ֥י שִׂמְּחֽוּךָ            | σμύρνα καὶ στακτὴ καὶ κασία ἀπὸ τῶν ἱματίων σου ἀπὸ βάρεων ἐλεφαντίνων, ἐξ ὧν ηὔφρανάν σε.                                            | Myrrha, et gutta, et casia a vestimentis tuis, a domibus eburneis; ex quibus delectaverunt te                                                                  | Миром, алое та касією пахнуть твої шати; з палаців із слонової кости струни тебе звеселяють.                       |
| 10   | בְּנ֣וֹת מְ֖לָכִים בִּיקְּרוֹתֶ֑יךָ נִצְּבָ֖ה שֵׁגָ֥ל לִ֜ימִֽינְךָ֗ בְּכֶ֣תֶם אוֹפִֽיר              | θυγατέρες βασιλέων ἐν τῇ τιμῇ σου· παρέστη ἡ βασίλισσα ἐκ δεξιῶν σου ἐν ἱματισμῷ διαχρύσῳ περιβεβλημένη πεποικιλμένη.                 | filiæ regum in honore tuo. Astitit regina a dextris tuis in vestitu deaurato, circumdata varietate.                                                            | Царські дочки — тобі назустріч, праворуч тебе стоїть цариця в золоті офірськім.                                    |
| 11   | שִׁמְעִי־בַ֣ת וּ֖רְאִי וְהַטִּ֣י אָזְנֵ֑ךְ וְשִׁכְחִ֥י עַ֜מֵּ֗ךְ וּבֵ֥ית אָבִֽיךְ                  | ἄκουσον, θύγατερ, καὶ ἰδὲ καὶ κλῖνον τὸ οὖς σου καὶ ἐπιλάθου τοῦ λαοῦ σου καὶ τοῦ οἴκου τοῦ πατρός σου,                               | Audi, filia, et vide, et inclina aurem tuam; et obliviscere populum tuum, et domum patris tui.                                                                 | Слухай, дочко, глянь, прихили твоє вухо і забудь народ твій і дім батька твого.                                    |
| 12   | וְיִתְאָ֣ו הַמֶּ֣לֶךְ יָפְיֵ֑ךְ כִּי־ה֥וּא אֲ֜דֹנַ֗יִךְ וְהִשְׁתַּֽחֲוִי־לֽוֹ                     | ὅτι ἐπεθύμησεν ὁ βασιλεὺς τοῦ κάλλους σου, ὅτι αὐτός ἐστιν ὁ κύριός σου.                                                              | Et concupiscet rex decorem tuum, quoniam ipse est Dominus Deus tuus, et adorabunt eum.                                                                         | І цар жадатиме краси твоєї, бо він — твій пан, і йому кланяйся.                                                    |
| 13   | וּבַת־צֹ֨ר \| בְּ֖מִנְחָה פָּנַ֥יִךְ יְחַלּ֗וּ עֲשִׁ֣ירֵי עָֽם                          | καὶ προσκυνήσουσιν αὐτῷ θυγατέρες Τύρου ἐν δώροις, τὸ πρόσωπόν σου λιτανεύσουσιν οἱ πλούσιοι τοῦ λαοῦ.                                | Et filiæ Tyri in muneribus vultum tuum deprecabuntur; omnes divites plebis.                                                                                    | І дочка тирська з дарами приходить; твоєї ласки запобігають багатирі народу.                                       |
| 14   | כָּל־כְּבוּדָּ֣ה בַת־מֶ֣לֶךְ פְּנִ֑ימָה מִמִּשְׁבְּצ֖וֹת זָהָ֣ב לְבוּשָֽׁהּ                     | πᾶσα ἡ δόξα αὐτῆς θυγατρὸς βασιλέως ἔσωθεν ἐν κροσσωτοῖς χρυσοῖς περιβεβλημένη πεποικιλμένη.                                          | Omnis gloria ejus filiæ regis ab intus, in fimbriis aureis, | Уся прибрана пишно входить царівна, золотом ткані її шати.                                                         |
| 15   | לִרְקָמוֹת֘ תּוּבַ֪ל לַ֫מֶּ֥לֶךְ בְּתוּל֣וֹת אַֽ֖חֲרֶיהָ רֵֽעוֹתֶ֑יהָ מ֖וּבָא֣וֹת לָֽךְ              | ἀπενεχθήσονται τῷ βασιλεῖ παρθένοι ὀπίσω αὐτῆς, αἱ πλησίον αὐτῆς ἀπενεχθήσονταί σοι·                                                  | circumamicta varietatibus. Adducentur regi virgines post eam; proximæ ejus afferentur tibi.                                                                    | У різнобарвно гаптованих шатах, ведуть її до царя; за нею йдуть дівиці, її другині проводять її.                   |
| 16   | תּ֖וּבַלְנָה בִּשְׂמָחֹ֣ת וָגִ֑יל תְּ֜בוֹאֶ֗ינָה בְּהֵ֣יכַל מֶֽלֶךְ                         | ἀπενεχθήσονται ἐν εὐφροσύνῃ καὶ ἀγαλλιάσει, ἀχθήσονται εἰς ναὸν βασιλέως.                                                             | Afferentur in lætitia et exsultatione; adducentur in templum regis.                                                                                            | Серед веселощів і радости їх уводять, і вони входять у царський палац.                                             |
| 17   | תַּ֣חַת אֲ֖בֹתֶיךָ יִֽהְי֣וּ בָנֶ֑יךָ תְּשִׁיתֵ֥מוֹ לְ֜שָׂרִ֗ים בְּכָל־הָאָֽרֶץ                   | ἀντὶ τῶν πατέρων σου ἐγενήθησάν σοι υἱοί· καταστήσεις αὐτοὺς ἄρχοντας ἐπὶ πᾶσαν τὴν γῆν.                                              | Pro patribus tuis nati sunt tibi filii; constitues eos principes super omnem terram.                                                                           | Замість твоїх батьків будуть твої діти; по всій землі ти зробиш їх князями.                                        |
| 18   | אַזְכִּ֣ירָה שִׁ֖מְךָ בְּכָל־דֹּ֣ר וָדֹ֑ר עַל־כֵּ֚ן עַמִּ֥ים יְ֜הוֹד֗וּךָ לְעֹלָ֥ם וָעֶֽד            | μνησθήσονται τοῦ ὀνόματός σου ἐν πάσῃ γενεᾷ καὶ γενεᾷ· διὰ τοῦτο λαοὶ ἐξομολογήσονταί σοι εἰς τὸν αἰῶνα καὶ εἰς τὸν αἰῶνα τοῦ αἰῶνος. | Memores erunt nominis tui in omni generatione et generationem: propterea populi confitebuntur tibi in æternum, et in sæculum sæculi.]                          | Я буду згадувати твоє ім'я від роду і до роду; тим прославлятимуть тебе народи по віки вічні.                      |

## Літургійне використання

### Юдаїзм
Згідно молитовника сідур «Avodas Yisrael», псалом 44 читається на шабат Хеврон і шабат Пекудей.
Цей псалом читається як загальна молитва вкінці виходу і приходу помазанника.

### Новий Завіт
Вірші 6-7 процитовані у Посланні до Євреїв (Євр. 1:8–9).

### Католицька церква
Відповідно до середньовічної монастирської традиції Статуту Бенедикта (530 AD), цей псалом головним чином використовувався під час літургії часів. На сьогоднішній день псалом 44 читають або співають двома частинами під час Літургії годин: на вечірніх понеділка другого тижня і на обідньому Богослужінні у суботу четвертого тижня.